# Golden Globe-galan 1947
4:e
Golden Globe Awards

26 februari 1947
Bästa film

De bästa åren
Golden Globe-galan 1947 var den fjärde upplagan av Golden Globe Awards, som belönade filminsatser från 1946, och hölls på Hollywood Roosevelt Hotel i Los Angeles, Kalifornien den 26 februari 1947.

## Vinnare
| Bästa film - De bästa åren – Samuel Goldwyn                                  | Bästa regissör - Frank Capra – Livet är underbart             |
| Bästa manliga huvudroll - Gregory Peck – Hjortkalven                         | Bästa kvinnliga huvudroll - Rosalind Russell – Att offra allt |
| Bästa manliga biroll - Clifton Webb – Den vassa eggen                        | Bästa kvinnliga biroll - Anne Baxter – Den vassa eggen        |
| Bästa film för internationell förståelse - Sista chansen – Leopold Lindtberg | Särskild prestation - Harold Russell – De bästa åren          |

### Filmer med flera vinster
| Vinster | Film            |
| ------- | --------------- |
| 2       | De bästa åren   |
| 2       | Den vassa eggen |